# Упередження актор-спостерігач
Упередження а́ктор (діяч)-спостерігач — це упередження, яке виникає при формуванні атрибуцій щодо поведінки інших чи себе в залежності від того, є людина учасником чи спостерігачем ситуації. Коли люди судять про власну поведінку, вони, швидше за все, пов'язують свої дії з конкретною ситуацією, ніж зі своєю особистістю. Однак, коли спостерігач пояснює поведінку іншої людини, він, швидше за все, припише таку поведінку особистості акторів, а не ситуативним факторам. Ця часта помилка показує упередження, притаманне людям, коли вони оцінюють чиюсь поведінку. Оскільки люди краще обізнані з ситуаційними факторами, що впливають на їхні власні рішення, вони з більшою ймовірністю побачать, що на власну поведінку впливає ситуація, в якій вони перебувають. Однак, оскільки ситуаційні ефекти поведінки інших людей менш доступні для спостерігача, спостерігачі бачать, що на поведінку актора більше впливає загальна особистість актора. Упередження актор-спостерігач є складовою остаточної помилки атрибуції.Іноді упередження актор-спостерігач визначається як фундаментальна помилка атрибуції  — люди схильні зосереджуватися на внутрішніх, особистих характеристиках як на причині поведінки, а не на зовнішніх факторах або ситуаційних впливах. Упередження актор-спостерігач зазвичай виникає в подіях, коли люди висловлюють поведінкові емоції, наприклад, перша зустріч або побачення всліпу. У дослідженні Шелдона і Джонсона (1993) запитували людей, який предмет вони помітили під час розмови з іншою людиною, їхні загальні відповіді були засновані на їхніх власних думках та зовнішньому вигляді іншої людини.
Цей термін підпадає під теорію атрибуції. Конкретна гіпотеза упередження актор-спостерігач у атрибуції була спочатку запропонована Едвардом Джонсом і Річардом Нісбеттом, коли вони стверджували, що «актори схильні приписувати причини своєї поведінки стимулам, властивим ситуації, тоді як спостерігачі схильні приписувати поведінку настроям актора» Підкріплена первинними доказами, гіпотеза довгий час вважалася твердо встановленою, що описує стійкий і поширений феномен соціального пізнання.
Проте метааналіз, проведений Бертрамом Малле, усіх опублікованих тестів гіпотези між 1971 та 2004 роками дав суперечливий висновок: не було упередження актор-спостерігач, яке було запропоновано раніше. Малле інтерпретував цей результат не стільки як доказ того, що актори та спостерігачі пояснювали поведінку точно так само, скільки як доказ того, що початкова гіпотеза була фундаментально хибною в тому, як вона формувала пояснення людей поведінки як атрибуції стабільних схильностей або ситуації. На тлі іншої теорії пояснення Малле перевірив альтернативний набір з трьох упереджень актор-спостерігач і знайшов послідовну підтримку для всіх з них, дійшовши висновку, що упередження актор-спостерігач не існує в одному теоретичному формулюванні в новому альтернативному теоретичному формулюванні.
Відмінностей між актором і спостерігачем можна знайти і в інших дисциплінах, таких як філософія (наприклад, привілейований доступ, невиправність), дослідження менеджменту, штучний інтелект, семіотика, антропологія та політологія.

## Передумови та вихідне формулювання
Ця гіпотеза була заснована в 1960-х роках, коли соціальна психологія посилила інтерес до когнітивних механізмів, за допомогою яких люди розуміють свою власну поведінку та поведінку інших людей. Цей інтерес був викликаний книгою Фріца Хайдера (1958) «Психологія міжособистісних стосунків» , і дослідження після нього стало відомим як «дослідження атрибуції» або «теорія атрибуції».
Специфічна гіпотеза «упередження актор-спостерігач» була вперше запропонована соціальними психологами Джонсом і Нісбеттом у 1971 році. Джонс і Нісбетт висунули гіпотезу, що ці дві ролі (актори і спостерігачі) дають різні пояснення.  Результати їхнього дослідження показали, що «актори мають поширену тенденцію приписувати свої дії ситуаційним вимогам, тоді як спостерігачі схильні приписувати ті самі дії настроям акторів». Наприклад, студент, який старанно навчається на іспиті, імовірно, пояснить своє (актора) інтенсивне навчання, посилаючись на майбутній складний іспит (ситуативний фактор), тоді як інші люди (спостерігачі), швидше за все, пояснять його навчання посилаючись на його схильності, наприклад, працьовитість або амбітність.

## Ранні свідчення та прийняття теорії
Незабаром після публікації гіпотези актор-спостерігач численні дослідження перевірили її обґрунтованість, зокрема перше таке дослідження Нісбетта та ін. (1973). Автори знайшли початкові докази гіпотези, так само, як і Стормс (1973), який також дослідив одне можливе пояснення гіпотези: актори пояснюють свою поведінку посиланням на ситуацію, оскільки вони звертають увагу на ситуацію (а не на свою власну поведінку), тоді як спостерігачі пояснюють поведінку актора, посилаючись на його настрої, оскільки вони звертають увагу на поведінку актора (а не на ситуацію). Здебільшого на основі цих первинних підтверджуючих доказів, довіра до гіпотези стала достатньо високою. Упередження було описане як «надійне і досить загальне» «твердо утверджене»  і «вкорінена частина наукової психології».  Так само докази упередження вважалися «численними»  і «поширеними».

## Останні докази
З 1971 року було опубліковано понад 100 досліджень, у яких гіпотеза була піддана подальшій перевірці (часто в контексті перевірки іншої гіпотези про причинно-наслідкові атрибуції). Малле (2006) дослідив всю цю літературу в метааналізі, який є надійним способом виявлення послідовних моделей доказів щодо даної гіпотези в широкому наборі досліджень. Результат цього аналізу був приголомшливим: у 170 окремих тестах відмінностей практично не було. (Середні розміри ефекту, розраховані кількома прийнятними способами, становили від d = -0,016 до d = 0,095; виправлено з урахуванням упередженням публікації, середній розмір ефекту становив 0.) За обмежених умов (тобто якщо актор зображувався як дуже ідіосинкратичний або в негативних подіях), іноді це можна було знайти, але за інших умов виявлялося протилежне. Висновок полягав у тому, що широко поширене припущення про упередження актор-спостерігач в атрибуції було хибним.
На відміну від статті Малле (2006), інші дослідження показали сильну присутність асиметрії актор-спостерігач навіть у випадках зі знайомими людьми. Крюгер та ін. (1996) провів дослідження на парах сусідів по кімнаті в університетському гуртожитку, які любили один одного і добре знали один одного. Метою дослідників було з'ясувати, чи існувала асиметрія актор-спостерігач в умовах, які могли б протидіяти їй. Попередня література припускає, що асиметрії актор-спостерігач не було б у ситуаціях, коли актори та спостерігачі були знайомі один з одним, тому Крюгер та його колеги хотіли провести дослідження зі знайомими парами. Кожен учасник відповів на три анкети, де остаточні бали зважувалися один з одним, щоб зрозуміти наявність асиметрії актор-спостерігач. Результати показали, що стать не вплинула на результати, тому те, чи були пари однієї чи протилежної статі, не було посередником даних. Дослідники виявили, що актори усвідомлювали упередження актор-спостерігач, але спостерігачі — ні, що зазвичай буває в повсякденному житті. Крюгер і його колеги показали іншу сторону упередження актора-спостерігача, в якій воно присутнє навіть у знайомих людей.
Ще новіші дані були опубліковані щодо соціальної прийнятності вчинків і швидкості, з якою сприйняття спостерігачем морального характеру актора визначається та впливає на упередження. Крітчер та ін. (2012) провів два експерименти, щоб підтвердити думку про те, що аморальний вчинок швидко супроводжується негативною оцінкою спостерігачем морального характеру актора. З іншого боку, морально гарне рішення актора легко отримує позитивну оцінку морального характеру цього актора. Це пов'язано з тим, що дії спостерігаються як вчинені з певною мірою впевненості та навмисності з боку актора, а більш чіткі мотиви є основною причиною цих дій, що створює більш контрастні оцінки актора з боку спостерігача.
Було також показано, що певні емоції впливають на упередження актора та спостерігача. У своєму дослідженні 2013 року під назвою «Емоції та остаточна помилка атрибуції» дослідник Мартін Д. Коулман взяв 420 учасників і запитав їх, як вони пояснюють неправильну поведінку конкретних політиків, республіканців і демократів відповідно, щоб з'ясувати, чи вплинули їх емоції на упередження актор-спостерігач. Учасників запитали, чи не викликав у них проступок політиків гнів, страх чи інших особливих емоцій.  Результати дослідження показали, що, відчуваючи гнів або страх, учасники легше використовували упередження актор-спостерігач, щоб судити про дії політика від демократів або республіканців. Коулман також виявив, що упередження в групі/прихильності в поєднанні з емоціями зробили учасників більш сприйнятливими до використання упередження актор-спостерігач. Висновки цього дослідження були підтверджені подальшим аналізом у дослідженні професора психології Діджея Нортінгтона 2015 року  "An Attribution-Emotion Approach to Political Conflict", в якому показано, що політичні переваги створюють упередження у групі, що впливає на емоції по відношенню до інших груп, а також впливає на упередження актор-спостерігач. У цьому дослідженні було опитано 564 учасника, запитали про їхню політичну приналежність та прочитали заголовки про злодіяння кандидатів від демократів або республіканців. Знову ж таки, викликані емоції, а саме гнів, дозволили упередженню актора та спостерігача вплинути на судження учасників.

## Теоретичне переформулювання
Результат мета-аналізу показав, що актори та спостерігачі пояснюють поведінку однаково. Але всі перевірки класичної гіпотези передбачали, що люди пояснюють поведінку, посилаючись на «диспозиційні» проти «ситуативних» причин. Це припущення виявилося невірним для класу поведінкових подій, які люди найчастіше пояснюють у реальному житті. Люди пояснюють ненавмисну поведінку способом, який може охопити традиційна структура диспозиції-ситуації, але вони пояснюють навмисну поведінку, використовуючи дуже різні концепції. Нещодавня емпірична теорія того, як люди пояснюють поведінку, була запропонована та перевірена Малле (1999 , 2004), зосереджена на постулаті, що навмисна поведінка зазвичай пояснюється причинами — психічними станами (як правило, переконаннями та бажаннями), у світлі яких і на підставі яких агент вирішив діяти (постулат, який довго обговорюється у філософії дії). Але люди, які пояснюють навмисну поведінку, мають кілька варіантів вибору, і теорія визначає психологічні передумови та наслідки цього вибору:
1. надання або пояснення причин, або «пояснень причинно-наслідкової історії (CHR)» (які стосуються фонових факторів, таких як культура, особистість або контекст — причинні фактори, які викликали причини агента, але самі не були причиною діяти);
2. наведення причин бажання або переконань;
3. лінгвістично позначаючи причину переконання дієсловом психічного стану (наприклад, «Вона думала, що…»; «Він припускає, що…»).

Поки що емпіричні дослідження підтвердили цю теоретичну базу.
У цьому контексті упередження актор-спостерігач було переформульовано як упередження яке фактично складається з трьох упереджень: актори пропонують більше причинних пояснень (порівняно з поясненнями CHR), ніж спостерігачі; актори пропонують більше причин переконання (відносно причин бажання), ніж спостерігачі; і що актори використовують менше маркерів причини переконань, ніж спостерігачі. Малле та ін. (2007) перевірили ці асиметрії в 9 дослідженнях і знайшли для них послідовну підтримку. У тих же дослідженнях вони також перевірили класичну гіпотезу людини/схильності проти ситуації і постійно не знаходили її підтримки.
Таким чином, здається, що люди пояснюють свої власні дії інакше, ніж те, як вони пояснюють дії інших людей. Але ці відмінності не полягають у перевазі використання «диспозиційних» проти «ситуативних» причин. Тільки тоді, коли пояснення людей поділяються на теоретично значущі відмінності (наприклад, причини проти причинно-наслідкової історії пояснень), з'являються відмінності.
Крім того, була запропонована альтернативна теорія під назвою народно-концептуальна теорія.  На відміну від упередження актор-спостерігач, вона стверджує, що пояснення поведінки людей варіюються на основі трьох ключових параметрів (цими параметрами є: пояснення причин проти пояснень причинно-наслідкової історії, використання причин переконань проти мотивів бажання, та використання маркерів психічного стану).

### Наслідки
Вибір різних пояснень навмисної поведінки (причини, причини переконань тощо) вказує на певні психологічні функції. Причини, наприклад, відображають (серед іншого) психологічну близькість. Люди посилюють пояснення розуму (порівняно з поясненнями CHR), коли пояснюють свою власну поведінку, а не поведінку іншої людини, коли вони зображують іншу людину в позитивному світлі, і коли вони пояснюють поведінку сутностів, які не є людьми, і до яких вони мають прихильність (наприклад, домашня рибка). І навпаки, люди використовують менше причин і більше пояснень CHR, пояснюючи поведінку колективів або груп. Тому упередження актор-спостерігач можна розглядати як частину ширшого континууму психологічної дистанції, яку люди мають до різних типів розуму (власного, чужого, групового, тваринного тощо).